# Duyure
Duyure – gmina (municipio) w południowym Hondurasie, w departamencie Choluteca. W 2010 roku zamieszkana była przez ok. 2,9 tys. mieszkańców. Siedzibą administracyjną jest miejscowość Duyure.

## Położenie
Gmina położona jest w północno-wschodniej części departamentu. Graniczy z Nikaraguą od wschodu i 3 gminami:
- San Antonio de Flores od północy,
- Morolica od zachodu,
- San Marcos de Colón od południa.

## Miejscowości
Według Narodowego Instytutu Statystycznego Hondurasu na terenie gminy położone były następujące wsie:
- Duyure
- Arado Grande
- El Carrizal Prieto
- El Horno
- Liraqui
- Tierra Colorada

## Demografia
Według danych honduraskiego Narodowego Instytutu Statystycznego na rok 2010 struktura wiekowa i płciowa ludności w gminie przedstawiała się następująco:
| Wiek      | 0–3 | 4–6 | 7–12 | 13–17 | 18–24 | 25–64 | 65+ | razem |
| Duyure    | 321 | 223 | 467  | 348   | 321   | 1 030 | 172 | 2882  |
| Mężczyźni | 176 | 107 | 235  | 185   | 187   | 518   | 73  | 1481  |
| Kobiety   | 145 | 116 | 232  | 163   | 134   | 512   | 99  | 1401  |